# Reigen (Tennō)
Reigen (jap. 霊元天皇, Reigen-tennō; * 9. Juli 1654; † 24. September 1732) war der 112. Tennō von Japan.
Er regierte von 1663 bis 1687. Er war ein Sohn des Go-Mizunoo-tennō und dessen Gemahlin Fujiwara Kuniko. Später übergab er zwar den Thron an den Higashiyama-tennō, behielt dennoch kaiserliche Macht am Hof von seinem Kloster aus. Die eigentliche politische Macht in Japan lag aber bei den Tokugawa-Shōgunen in Edo. 1713 wurde Reigen buddhistischer Mönch und hieß 素浄.